# Plana (Sofia)
Pour les articles homonymes, voir Plana.
Plana (bulgare : Плана) est un village de l'ouest de la Bulgarie situé près de la capitale Sofia.

## Géographie
Plana est située est située dans l'ouest de la Bulgarie, à 36 km au sud de la capitale Sofia. Il fait partie de l'arrondissement de Pantcharèvo de la commune de Sofia.
Le village est situé sur un plateau d'altitude, non loin du sommet de la montagne Plana. Depuis celui-ci, on a une vue sur les montagnes Rila, Vitocha, Vérila et le reste de la Plana. Trois rivières traversent le village : la rivière Egoulya et son affluent au sud, la rivière Planchtitsa à l'est.
L'habitat est divisé en 15 hameaux : Tcharchiya, Gorni Kalenderovtsi, Dolni Kalenderovtsi, Massova, Manov Kamak, Popova, Burnaska, Ridjova, Novatchka, Mantchéva, Véltchova, Kyosséva, Tourmatchka, Yamova et Tchorbadjiyska.

## Histoire
La population du village est composée d'immigrants venus du village de Tchouïpetlovo situé environ 20 km à l'ouest. Il est présumé que les colons de Tchouïpetlovo étaient originaire de la Macédoine égéenne car ils avaient le mode de vie typique des bergers de cette région. Ils ont créé, également, les villages de Lissets et de Yarebkovitsa dans la montagne Vérila.
Sur le site de l'actuel village de Plana se trouvait une ferme turque et les habitants de Tchouïpetlovo venaient en été pour y travailler. La décision de s'installer dans cet endroit a été dictée par la présence de bons pâturages d'estive et par la plus grande sécurité contre les attaques, due à l'isolement et à la présence d'une petite communauté turque. Dans un premier temps ont déménagé les bergers puis leurs familles. Les familles fondatrices se sont unies et ont acheté la propriété au colon turc, qui a déménagé avec tous ses compatriotes.

Faisant traditionnellement partie de la région de Samokov, le village fut transféré municipalité de Sofia en 1959.

## Culture
Dans les années 1960 et 1970, un groupe de chant folklorique appelé Plana a été constitué dans le village, interprétant de la musique folklorique locale traditionnelle. Il a reçu, en 1974, le Prix européen d'art populaire de la Fondation Alfred Töpfer.
Dans le village se trouvent plusieurs chapelles rénovées et entretenues.

## Administration
Le village de plana fait partie de l'arrondissement de Pantcharèvo, qui est une subdivision de la commune de Sofia. La mairie-annexe est située dans le hameau de Tcharchiya.

## Galerie

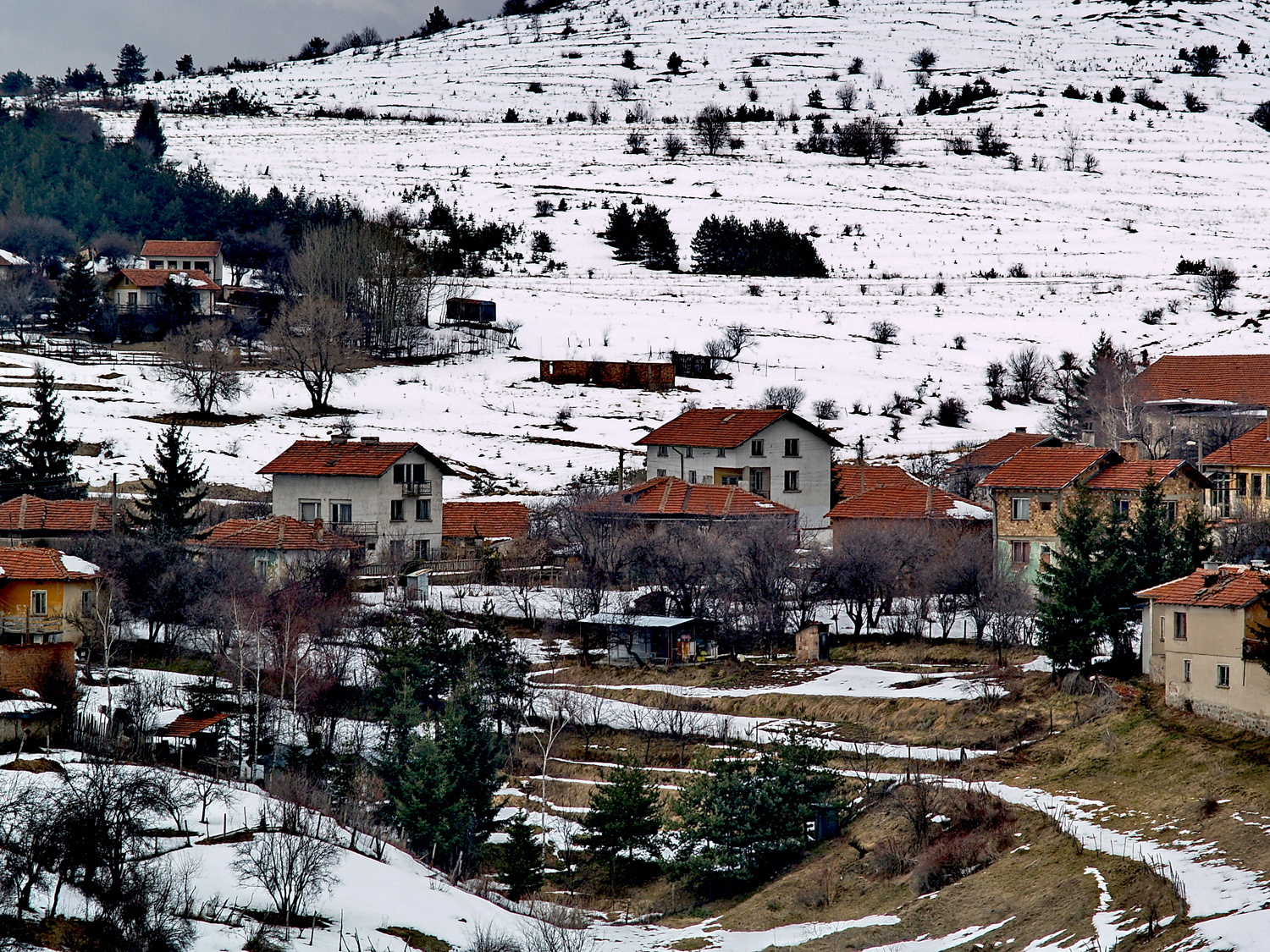
Un hameau dans le village de Plana
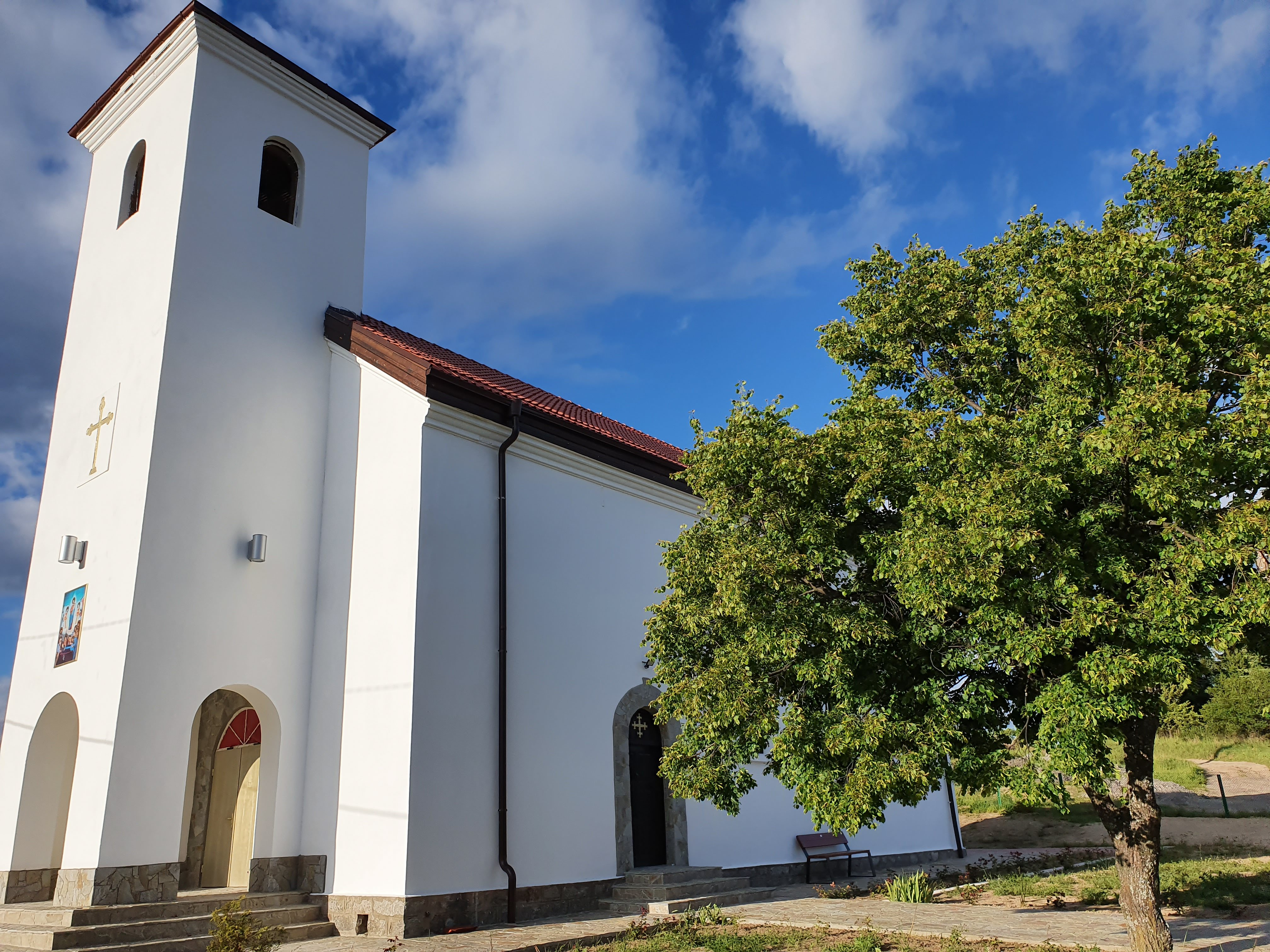
Eglise
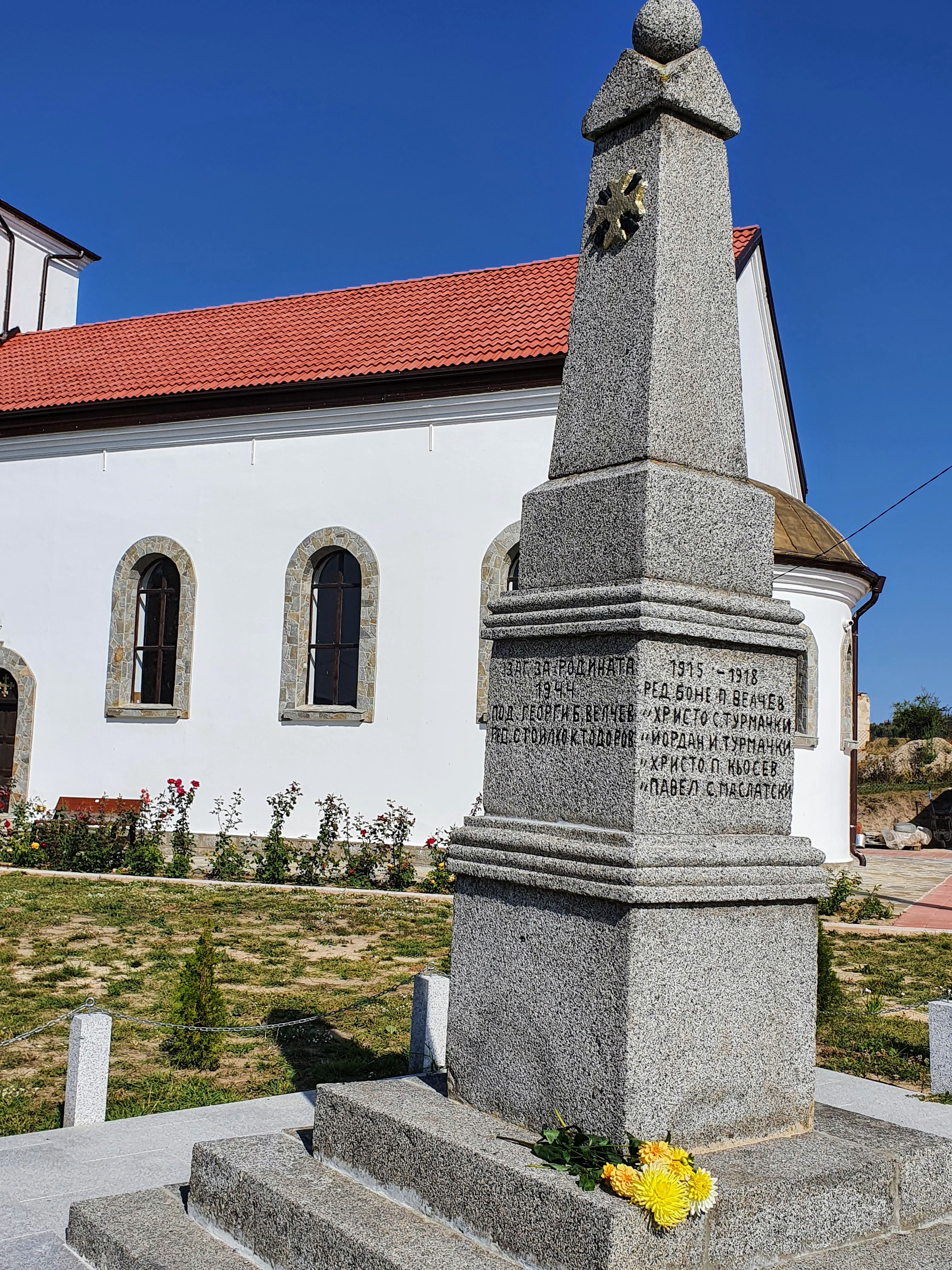
Monument aux morts
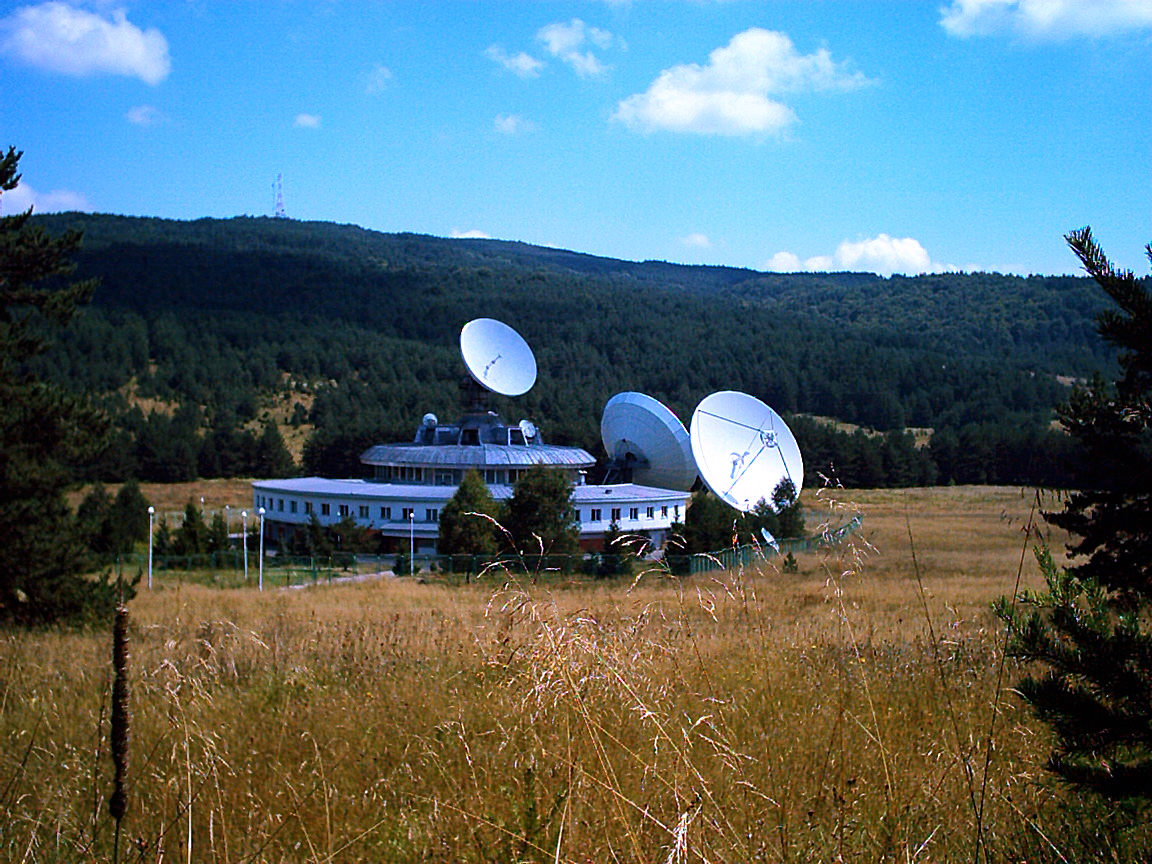
Téléport Plana - Le centre de télécommunications satellitaire de Vivacom